# Stijn Fens

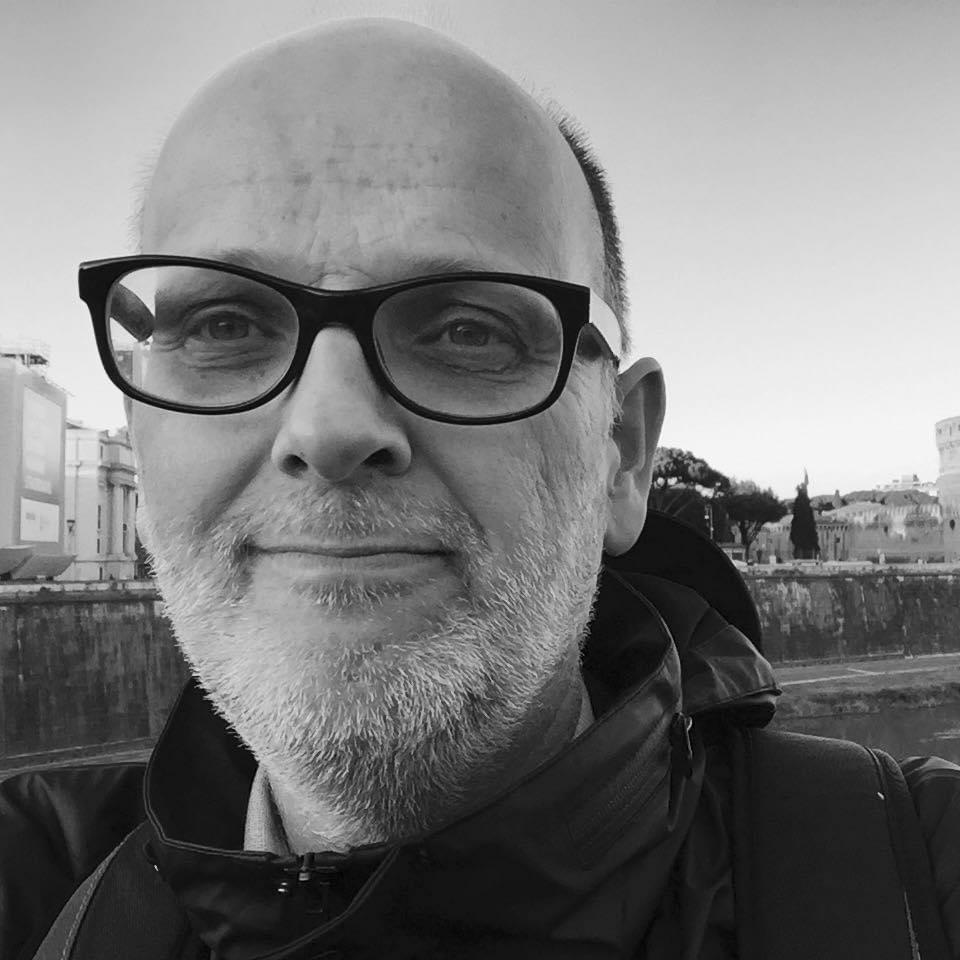
Stijn Fens (2016) in Rome

Stijn Fens (Haarlem, 20 februari 1966) is een Nederlands journalist.
Fens is de jongste zoon van literatuurcritcus en Volkskrant-recensent Kees Fens. Hij is aan de Universiteit van Amsterdam afgestudeerd in het vak Europese Studies, met als hoofdvak Italiaans. Fens trad in 1990 in dienst van de KRO, waar hij verslaggever werd bij Kruispunt. Later werd hij eindredacteur van de programma's Tussen Hemel en Aarde, Soeterbeeck en Brandpunt.
Fens deed in 2005 verslag van de uitvaart van paus Johannes Paulus II en van het daarop volgende conclaaf. Hij voorzag vaak televisie-uitzendingen vanuit Vaticaanstad van commentaar.
Begin 2008 maakte hij samen met Bart Ruijs een serie over het dagelijks leven in het Vaticaan. Deze serie kreeg in 2009 een vervolg. In 2010 verscheen van Fens' hand het boek Vaticanië. De geheimen van de paus. In 2013 verscheen De nieuwe paus, een boek over paus Franciscus. 
Van 2015 tot 2024 was hij redacteur geestelijk leven bij het dagblad Trouw. Ook schreef Fens elke zaterdag een column in die krant. Op 27 oktober 2015 was Fens een van de vier journalisten die het eerste Nederlandstalige interview met paus Franciscus maakten. Het gesprek werd op 6 november gepubliceerd in Straatnieuws, de Utrechtse daklozenkrant en in allerlei andere daklozenkranten over de hele wereld. 
Samen met journalist en Vaticaankenner Christian van der Heijden presenteerde Fens van 2017 tot 2014 de tweewekelijkse Trouw-podcast De Roomse loper. Daarin besprak het tweetal op luchtige wijze het katholieke nieuws. Aan deze podcast kwam een einde als gevolg van het vertrek van Stijn Fens bij Trouw. Sinds 1 april 2024 is Fens werkzaam als eindredacteur katholieke levensbeschouwing bij KRO-NCRV.